# بيغونيا (محطة مترو أنفاق مدريد)
بيغونيا (بالإسبانية: Begoña)‏ هي محطة مترو أنفاق في مدريد في إسبانيا، تقع على الخط رقم 10.